# هيلدا غروسمان موريس
هيلدا غروسمان موريس (بالإنجليزية: Hilda Grossman Morris)‏ هي رسامة أمريكية، ولدت في 1911، وتوفيت في 1991.